# Kira Yamato
Kira Yamato (キラ・ヤマト) là một nhân vật chính trong bộ phim hoạt hình của Nhật Bản Kidō Senshi Gundam SEED và là một nhân vật quan trọng trong bộ hoạt hình tiếp nối, Kidō Senshi Gundam SEED Destiny.
Kira là một Coordinator nhưng lại là First-Generation Coordinator, có nghĩa là cha mẹ của cậu là Natural. Khi bộ phim Gundam Seed bắt đầu, Kira sống tại Heliopolis, một vệ tinh trung lập trong nhóm vệ tinh PLANT nơi mà người Natural và Coordinator có thể chung sống hòa bình, để tránh cuộc chiến Bloody Valentine War. Là một chuyên gia về lãnh vực máy tính, cậu trợ giúp nghiên cứu về sự phát triển kỹ thuật của trường đại học Heliopolis, nơi cậu theo học. Trong 2 bộ phim Gundam Seed và Gundam Seed Destiny, tình bạn của cậu và Athrun Zala trở thành một trong những cảnh chính của câu truyện.
Kira là một trong những nhân vật được ái mộ nhất trong "Anime Grand Prix", cuộc bình chọn của đọc giả.

## Nhân vật

### Lịch sử Nhân vật
Cha mẹ thật của Kira là Ulen và Via Hibiki, 2 nhà sinh vật học đã qua đời. Cậu là Ultimate-Coordinator, nghĩa là Coordinator hoàn hảo nhất, phôi thai của cậu được phát triển ngoài bụng mẹ, các sự nâng cao gene của cậu hoàn thành y như mong đợi, và cậu là người duy nhất trong rất nhiều bào thai đạt được kết quả này (nghĩa là cậu là người hoàn hảo, còn lại là không hoàn hảo). Cậu dược nhận làm con nuôi của Caridad và Haruma Yamato, em gái và em rể của Via Hibiki.
Khi còn là đứa trẻ, cậu trở thành bạn tốt với Athrun Zala, người trao cho cậu con chim máy Tori khi ra đi (Tori được coi như biểu tượng của tình bạn của Kira và Athrun).

### Nhân Cách Nhân vật
Mới đầu, Kira là một cậu bé nhút nhát và tốt bụng, cậu giúp đỡ những người gặp khó khăn. Khi chiến tranh xảy ra, vì hoàn cảnh bắt buộc Kira đã tình nguyện chiến đấu để bảo vệ chiến hạm Archangel và hành khách, trong đó có bạn bè cậu. Sau này, bị ảnh hưởng bởi sự lôi kéo của Flay và cái chết của những hành khách mà cậu đã chiến đấu để bảo vệ họ lúc đầu, cậu bị ám ảnh buộc tuyệt đối phải bảo vệ Archangel đến mức cậu có thể giết người. Khi Kira cảm nhận được sự thù hận với Athrun vì đã giết bạn của cậu là Tolle Koenig, cậu bắt đầu tự hỏi bản thân mình chiến đấu vì cái gì. Cậu nhận ra rằng giết chóc không thể nào kết thúc chiến tranh, vì vậy cậu đã thay đổi cách chiến đấu, chỉ phá hủy phần tay, chân, đầu hoặc vũ khí của người máy đối thủ, làm họ không thể chiến đấu tiếp tục được thôi. Chứ không bao giờ đánh vào buồng lái.

### Kỹ Năng Phi Công
Hoàn toàn không được trải qua những đợt huấn luyện về kỹ năng chiến đấu của quân đội, năng lực của Kira bộc lộ rất nhiều theo câu truyện. Cậu hoàn toàn không có kinh nghiệm sử dụng súng, và không thích sử dụng chúng. Muu đã phải nhắc cậu phải tháo phần an toàn khi dùng súng khi 2 người đuổi theo Rau trong tập 44 của Gundam Seed. Nhưng cậu rất có kinh nghiệm chiến đấu cận chiến.
Trong bộ Gundam Seed Destiny, kỹ năng dùng súng của cậu được cải thiện như trong lần ám sát Lacus Clyne lần thứ hai.
Tuy nhiên, khi Kira ở trên Mobile Suit thì khác. Cậu có kỹ năng điều khiển Mobile Suit tuyệt vời mặc dù chưa bao giờ được đào tạo. Và đặc biệt cậu có thể viết một cái OS(Hệ điều hành) của Mobile Suit chỉ trong vài giây. Chính cậu đã viết OS cho người máy của Orb, OS để người Natural có thể điều khiển được Mobile Suit.

## Cốt Truyện Nhân vật
Kira đang sống một cuộc sống bình yên trên Heliopolis cho đến khi cuộc chiến giữa Natural và Coordinator diễn ra trên nơi cậu sống, bị hoàn cảnh bắt buộc, cậu phải điều khiển chiếc GAT-X105 Strike Gundam để chiến đấu bảo vệ bạn bè trong tình cảnh nguy hiểm. Sau đó, những người sống sót trong cuộc hỗn loạn được đưa vào chiến hạm Archangel và Kira tình nguyện chiến đấu để bảo vệ họ khỏi kẻ thù cho đến khi chiếc chiến hạm cập bến Alaska trên Trái Đất. Trên đường đi, cậu bị Athrun Zala đánh bại và nhờ Reverend Malchio, cậu được chuyển đến khu lâu đài của Lacus Clyne trên PLANT. Sau khi nhận được tin ZAFT chuẩn bị tấn công khu căn cứ nơi các bạn cậu đang ở, Lacus đưa cho cậu chiếc ZGMF-X10A Freedom Gundam để chiến đấu. Sau đó, cậu chiến đấu cùng chiến hạm Archangel với mục tiêu kết thúc chiến tranh. Cậu chiến đấu cho cả Earth Alliance và ZAFT để có thể kết thúc chiến tranh. Cậu biết được sự thật về bản thân cậu bởi Rau Le Creuset trong trận chiến ở Mendel. Cậu dừng cuộc tấn công bằng bom nguyên tử của Earth Alliance và GENESIS của ZAFT để ngăn chặn 2 bên không phải tiêu diệt lẫn nhau. Sau đó, một bản hiệp ước giữa Earth Alliance và PLANt đã được ký kết và câu truyện tạm thời kết thúc.
Kira đang sống trên một trong những hòn đảo cách biệt thuộc quần đảo Marshalls Islands của ORB. Anh và Lacus Clyne sống chung 2 năm sau cuộc chiến tranh và giúp đỡ Reverend Malchio và mẹ nuôi của Kira trong trại mồ côi. Sự kiện vệ tinh Junius Seven rớt xuống trái đất buộc họ phải dọn đến sống chung với Murrue Ramius và Andrew Wartfeld. Khi Lacus trở thành mục tiêu ám sát, Kira ra một lần nữa bị buộc phải tham gia cuộc chiến cùng chiếc ZGMF-X10A Freedom Gundam của anh. Anh tiếp tục chiến đấu theo cách của anh bằng cách làm bất lực những cỗ máy khác, nhưng những người khác thắc mắc về động cơ chiến đấu của anh khi anh chiến đấu chống lại cả hai phe. Không lâu sau đó, khi Archangel trở thành mục tiêu của chiến hạm Minerva, anh bị đánh bại và chiếc ZGMF-Freedom Gundam bị phá hủy bởi Shin Asuka. Sau đó, Kira nhận được chiếc ZGMF-X20A Strike Freedom từ Lacus. Khi chủ tịch Gilbert Durandal thông báo về kế hoạch Destiny, Kira và Archangel đã can thiệp vào. Cuối cùng, Kira, Athrun và Shin gặp nhau tại nơi kỷ niệm và họ hứa sẽ chiến đấu cùng nhau cho một tương lai hòa bình.